# 대서원부인
대서원부인 김씨(大西院夫人 金氏, 생몰년 미상)는 고려 초대 왕 태조 왕건의 제19비이다.

## 생애

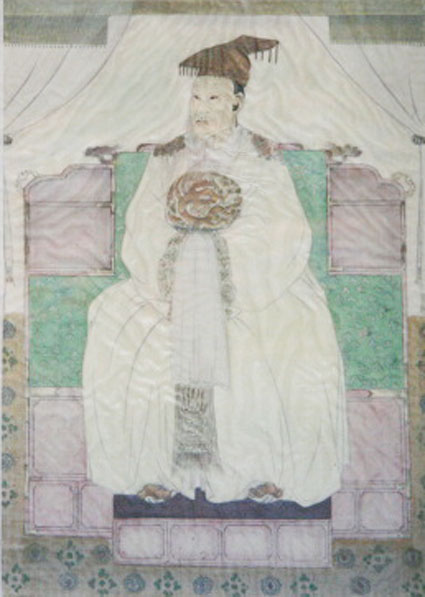
남편 태조 왕건

동주(지금의 황해북도 서흥군) 출신으로 대광 김행파의 딸이다. 태조의 제20비인 소서원부인과는 자매간이다.
《고려사》〈열전〉의 대서원부인 항목에는 대서원부인의 출신지와 아버지만 기록되어 있으나, 같은 〈열전〉의 소서원부인 항목에는 그녀와 동생 소서원부인이 태조와 인연을 맺게 된 경위가 비교적 자세하게 기록되어 있다.
두 자매의 아버지인 김행파는 922년(태조 5년) 태조의 명으로 서경(지금의 평양특별시)로 옮겨가 살았다. 김행파는 활을 잘 다뤄서 태조로부터 김씨 성을 사성받은 인물이다. 하루는 태조가 서경에 행차하였을 때, 김행파는 자신과 함께 사냥하는 무리들과 길에서 태조를 알현하고 태조에게 자신의 집에 오기를 청하였다. 태조가 자신의 집으로 오자, 김행파는 자신의 두 딸에게 각각 하룻밤씩 태조를 모시도록 하였다. 그러나 그날 이후 태조는 서경을 다시 찾지 않았고, 이로 인해 김행파의 두 딸은 출가하여 비구니가 되었다. 훗날 이 이야기를 들은 태조가 두 자매를 불쌍히 여기고 불러보았는데, 태조는 이들을 보고 "너희가 이미 출가하였으므로, 그 뜻을 빼앗을 수 없다."라고 하며 서경에 명령을 내려 성 안에 대서원(大西院)과 소서원(小西院)의 두 절을 만들게 하고 각각 밭과 노비를 두어 자매를 각각 그곳에서 살게 하였다. 이렇게 하여 대서원에 살던 언니를 대서원부인이라 하고, 소서원에 살던 동생을 소서원부인이라고 한 것이다. 현대의 일부 학자들은 태조와 대서원부인 자매의 혼인을 두고, 태조의 혼인이 지방 세력의 요청에 의해 이루어진 경우도 있음을 보여주는 사례라고 평가하고 있다.
한편 대서원부인의 자세한 생애나 생몰년, 능지에 대한 기록은 전하지 않는다. 자녀는 없었으며, 호는 대서원부인(大西院夫人)이다.

## 가계
- 아버지 : 김행파(金行波)
  - 남편 : 태조(太祖, 877~943 재위:918~943)
  - 동생 : 소서원부인(小西院夫人, 생몰년 미상)